# Bát âm

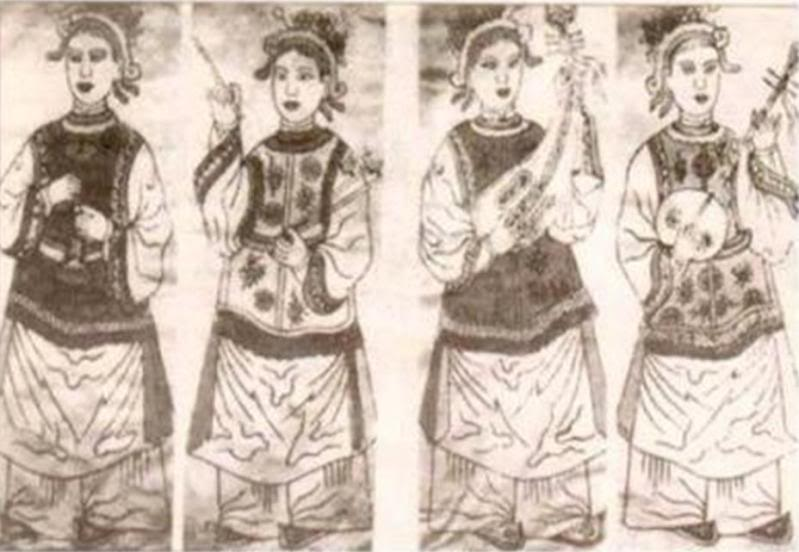
Tranh làng Sình (Huế) miêu tả dàn bát âm

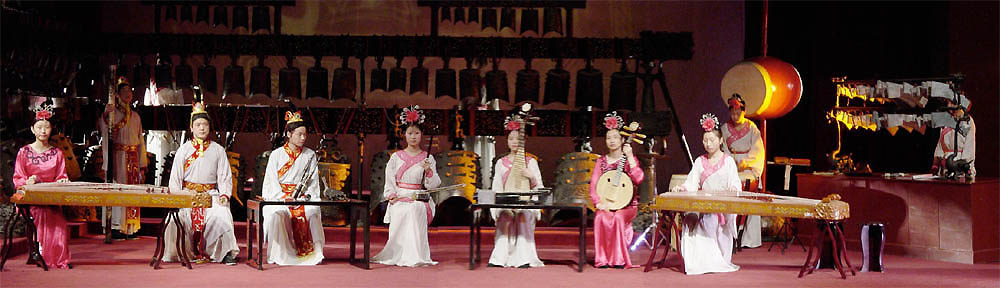
Hình ảnh tái hiện một buổi trình diễn nhạc cụ truyền thống cổ của Trung Quốc (nhã nhạc cung đình nhà Thanh)

Bát âm (tiếng Trung: 八音; bính âm: Bā yīn), theo cổ nhân quan niệm, chịu sự ảnh hưởng của Hán hóa, bát âm là tám chất liệu âm thanh gọi chung cho tám chủng loại nhạc cụ khác nhau, đại diện cho âm nhạc (cổ truyền).
Tại Việt Nam, bát âm hay thường gọi là phường bát âm là dàn nhạc thường dùng trong các đám ma, đám rước lễ tại Việt Nam (phân biệt với bát âm của Trung Quốc).

## Phân loại
Tám loại đó là:
Thạch- Thổ- Kim- Mộc- Trúc- Bào- Ti- Cách.
Tương ứng với Bát quái:
Cấn- Khôn- Đoài- Chấn- Khảm- Tốn- Ly- Càn.
Tuy tên gọi tám loại giống với Trung Quốc nhưng bát âm Việt Nam lại khác biệt khá nhiều:
- Thạch là các nhạc khí chế tác bằng đá như đàn đá, biên khánh.
- Thổ là các nhạc khí làm bằng đất như trống đất của dân tộc Cao Lan.
- Kim là nhạc khí bằng kim loại như cồng chiêng, trống đồng
- Mộc là các nhạc khí bằng gỗ như song lang, mõ.
- Trúc là nhạc khí dùng hơi thổi, chế tác từ cây trúc như tiêu, sáo.
- Bào là nhạc khí làm bằng vỏ quả bầu như đàn tính, đàn bầu.
- Ti là nhạc cụ dây, dùng cho các loại đàn dây như đàn tranh,...
- Cách là da, dùng gọi các loại trống mặt bịt bằng da như trống cái, trống đế, trống chầu.

Như vậy, danh từ bát âm dùng để phân loại nhạc khí theo chất liệu. Khi nhạc khí ngày một phát triển thì bát âm không còn chính xác như quan niệm cổ nữa. Một cây đàn khi gảy lên, âm thanh của nó đã mang tính tổng hợp của nhiều nguyện liệu chế tác.

## Văn hóa Việt Nam
Trong dân ca có câu:
"Tay tôi dạo năm cung đàn
Tiếng tơ, tiếng trúc, tiếng đồng thiết tha."
Hình ảnh điêu khắc được chạm nổi xung quanh tảng đá ở chân cột chùa Phật Tích tỉnh Bắc Ninh vào đời nhà Lý có dàn bát âm cổ. Những nét chạm miêu tả sinh động các nghệ sĩ đang biểu diễn các nhạc cụ gồm: tiêu, sáo trúc, đàn nhị, đàn nguyệt, đàn tam, đàn tì bà, trống, phách.